# 땅거북상과
땅거북상과(Testudinoidea)는 거북목 잠경아목에 속하는 파충류 상과의 하나이다. 현존하는 4개 과로 이루어져 있다.

## 하위 과
- 늪거북과 (Emydidae)
- 돌거북과 (Geoemydidae)
- † Haichemydidae
- † Lindholmemydidae
- 큰머리거북과 (Platysternidae)
- † Sinochelyidae
- 땅거북과 (Testudinidae)